# Technécium-dioxid
A technécium-dioxid vagy technécium(IV)-oxid szervetlen vegyület, képlete TcO2.

## Előállítása
Elő lehet állítani ammónium-pertchnetát 800 °C-on végzett hőbontásával:
{\displaystyle \mathrm {2\ NH_{4}TcO_{4}\longrightarrow 2\ TcO_{2}+4\ H_{2}O+N_{2}} }
Előállítható más technécium-oxid levegőben való hevítésével is.
A dihidrátja keletkezik, ha ammónium-technécium-hexakloridot vizes ammóniaoldattal reagáltatnak:
{\displaystyle \mathrm {(NH_{4})_{2}[TcCl_{6}]+4\ NH_{4}OH\longrightarrow TcO_{2}\cdot 2H_{2}O+6\ NH_{4}Cl} }

## Tulajdonságai
A technécium-dioxid barnásfekete szilárd anyag, kristályai torzult rutil szerkezetűek mint a molibdén-dioxidé. 900 °C-on szublimálni kezd, 1100 °C felett diszproporcionál, melynek során technécium és technécium(VII)-oxid keletkezik. Salétromsavval vagy hidrogén-peroxiddal reagálva TcO4− anionná oxidálódik. Enyhén paramágneses. Ha dihidrátját 300 °C-on vákuumban hevítik, vízmentes technécium-dioxiddá alakul át.

## Fordítás
Ez a szócikk részben vagy egészben  a   Technetium(IV)-oxid című német Wikipédia-szócikk ezen változatának fordításán alapul.  Az eredeti cikk szerkesztőit annak laptörténete sorolja fel. Ez a jelzés csupán a megfogalmazás eredetét és a szerzői jogokat jelzi, nem szolgál a cikkben szereplő információk forrásmegjelöléseként.